# Иванов, Алексей Владимирович (хоккеист, 1985)
Алексей Владимирович Иванов (род. 5 января 1985, Тында, Амурская область) — российский хоккеист нападающий.

## Биография
Воспитанник ярославского «Торпедо». Начинал играть в командах второй лиги «Полёт» Рыбинск (2000/01 — 2001/02) и первой лиги
«Локомотив-2» Ярославль (2001/02 — 2002/03). В сезоне 2003/04 провёл три матча в команде Суперлиги «Салават Юлаев», играл также за «Салават Юлаев-2» и «Рыбинск». На драфте НХЛ 2003 года был выбран в 5-м раунде под общим 156-м номером клубом «Чикаго Блэкхокс». На импорт-драфте CHL был выбран под 72-м номером командой OHL «Лондон Найтс», где и начал сезон 2004/05. Сыграв 12 матчей, перешёл в другую команду OHL «Торонто Сент-Майклс Мейджорс». Сезон 2005/06 начал в команде чемпионата Белоруссии «Химик-СКА» Новополоцк, затем играл за клубы низших лиг России «Газовик» Тюмень (2005/06), «Энергия» Кемерово (2006/07), «Зауралье» Курган (2007/08 — 2008/09), «Белгород» (2009/10 — 2010/11), «Дизель» Пенза (2010/11 — 2014/15, ВХЛ). Завершал карьеру в команде чемпионата Казахстана «Арлан» (2015—2017).
Бронзовый призёр чемпионата мира среди юниоров 2003.
После завершения карьеры игрока — тренер в спортивной школе «Ледовый дворец имени Вячеслава Фетисова», Бобров, Воронежская область.